# Аммакоски (гидроэлектростанция)
ГЭС Аммакоски — малая гидроэлектростанция в Финляндии. Расположена в регионе Кайнуу около города Каяани на реке Каяани.

## Описание
В 1917 году на реке Каяяни компанией Каяани Пуутавара Осакейхтио была построена гидроэлектростанция с двумя первыми водяными турбинами. Электростанция была построена для производства электроэнергии для лесопильного завода, целлюлозного завода (закрыт в 1982 году) и бумажного комбината, построенного в 1919 г. (закрыт в 2008 году). Электростанция была передана компании Kainuun Voima в 1995 году от Объединенной бумажной фабрики. В настоящее время электростанция вырабатывает электроэнергию для клиентов Kainuu Voima.
Электростанция была спроектирована Уго Малми, инженером-строителем в дорожном и водном департаменте, Онни Тарьянне является архитектором оригинального проекта станции.
Электростанция была отремонтирована в 1940-х годах, когда была закончена третья турбина. Реконструкция 1940-х годов была проведена по проекту архитектора Эйно Питканена. Две старые турбины установлены поперечно, и представляют собой радиально-осевую турбину, а новая турбина — поворотно-лопастная.
Электростанция отремонтирована с июня 2008 года по ноябрь 2010 года, и два старых турбинных аппарата были законсервированы.